# Leonel Jesús Soto Alastre
Leonel Jesús Soto Alastre (Maracaibo, Venezuela; 21 de marzo de 1993) es un actor, cantante y modelo venezolano reconocido por su papel de "Gozón" en la serie de televisión juvenil Carolay, producido por Oduver Cuvillán y Alexander Gutierrez, y transmitido por Venevisión y Ve Plus. 

## Carrera

### Inicios
En 2014, Leonel se graduó como Licenciado en comunicación social en la Universidad Rafael Belloso Chacín, lo que he ha permitido integrar su formación académica con su trayectoria dentro de la industria del entretenimiento. Durante este año, Soto formó parte del elenco de "Clásicos de Broadway" y de la obra "Navidad de Película". 

### Teatro
En 2016 tuvo participación en el musical "The Man in the Mirror", una obra inspirada en la vida de Michael Jackson en la cual asumió el rol de Ben, uno de los personajes principales de esta producción. Posteriormente, interpretó la canción Hey Jude en el musical "Let It Be Venezuela"  en español, una producción inspirada en los éxitos de The Beatles. Su desempeño en ambas producciones teatrales le permitió adaptarse a diferentes estilos y narrativas.
En 2019 participó en una gira de presentaciones luego del debut en televisión de la serie Carolay.

### Televisión y audiovisuales
En 2018, Leonel tuvo su debut escénico en la producción Carolay con el personaje de "Gozón", serie que fue transmitida en Latinoamérica, Centroamérica, España, Miami y a otras ciudades de Florida en los Estados Unidos. En ese mismo año, Leonel participó en el videoclip musical del cantante Alx Morán llamado "Ni tan efímero".
En 2019, formó parte del programa "Carolay Serie". Posteriormente, asumió el papel de "Hunter" en el cortometraje "El Tunel" inspirado en la novela del mismo nombre del escritor Ernesto Sabato y ha colaborado en comerciales de televisión con reconocidas marcas como Sambil y Chery en la ciudad de Maracaibo. 
En 2022, se desempeñó como juez calificador en la gala de los premios Tacarigua de Oro Internacional aportando con su experiencia, la selección de talentos destacados en el ámbito musical, teatral, modelaje y televisión.

## Premios y nominaciones
| Año  | Premio                         | Categoría                                       | Resultado |
| ---- | ------------------------------ | ----------------------------------------------- | --------- |
| 2019 | Tacarigua de Oro Venezuela     | Actor Revelación del Año                        | Ganador   |
| 2020 | Tocando la Fama                | Actor de TV y Cine con Proyección Internacional | Ganador   |
| 2023 | Tacarigua de Oro Internacional | Actor más Destacado del Año                     | Ganador   |
| 2024 | Antón                          | Actor Internacional del Año                     | Ganador   |